# 马库斯·克吕格尔
马库斯·克吕格尔（瑞典語：Marcus Krüger，1990年5月27日—），瑞典男子冰球运动员。他曾代表瑞典参加2014年和2022年冬季奥林匹克运动会冰球比赛，获得一枚银牌。他也曾获得两枚世界男子冰球锦标赛奖牌。